# گدیمیناس کیرکیلاس
گدیمیناس کیرکیلاس (انگلیسی: Gediminas Kirkilas؛ زادهٔ ۳۰ اوت ۱۹۵۱ – درگذشتهٔ ۲۰ آوریل ۲۰۲۴) یک سیاست‌مدار اهل لیتوانی بود. وی از ژوئیه ۲۰۰۶ تا دسامبر ۲۰۰۸ نخست‌وزیر لیتوانی بود.
گدیمیناس کیرکیلاس در ۲۰ آوریل ۲۰۲۴، در سن ۷۲ سالگی درگذشت.